# Лескюр
Лескю́р (фр. Lescure) — коммуна во Франции, находится в регионе Юг — Пиренеи. Департамент коммуны — Арьеж. Входит в состав кантона Сен-Жирон. Округ коммуны — Сен-Жирон.
Код INSEE коммуны — 09164.

## Население
Население коммуны на 2008 год составляло 503 человека.
| 1962 | 1968 | 1975 | 1982 | 1990 | 1999 | 2008 |
| ---- | ---- | ---- | ---- | ---- | ---- | ---- |
| 390  | 451  | 387  | 385  | 388  | 461  | 503  |

## Экономика
В 2007 году среди 291 человек в трудоспособном возрасте (15—64 лет) 216 были экономически активными, 75 — неактивными (показатель активности — 74,2 %, в 1999 году было 75,2 %). Из 216 активных работали 196 человек (107 мужчин и 89 женщин), безработных было 20 (7 мужчин и 13 женщин). Среди 75 неактивных 23 человека были учениками или студентами, 26 — пенсионерами, 26 были неактивными по другим причинам.